# Simon Williams
Pour les articles homonymes, voir Williams et Simon Williams (joueur d'échecs).
Simon Williams est un acteur britannique né le 16 juin 1946 à Windsor en Angleterre.

## Filmographie

### Cinéma
- 1968 : The Touchables : Nigel Bent
- 1970 : The Breaking of Bumbo : Crutcher
- 1971 : La Nuit des maléfices : Peter Edmonton
- 1975 : Three for All : Harry Bingley
- 1976 : The Incredible Sarah : Henri de Ligne
- 1976 : No Longer Alone : William Douglas Home
- 1977 : Jabberwocky : Le Prince
- 1977 : Brrr... : Michael
- 1978 : The Odd Job : Tony Sloane
- 1979 : Le Prisonnier de Zenda : Fritz
- 1980 : Le Complot diabolique du docteur Fu Manchu : Robert Townsend
- 1983 : Le Retour des agents très spéciaux : Nigel Pennington-Smythe
- 1997 : La Guerre de l'opium : Capitaine Charles Elliot
- 2008 : Lady Godiva (en) : Rupert
- 2009 : Out of the Night : Sir Henry
- 2012 : Run for Your Wife : un client du café
- 2017 : Le Dernier Vice-Roi des Indes : Archibald Wavell
- 2017 : Goodbye Christopher Robin : le directeur du zoo

### Télévision
- 1967 : L'Homme à la valise : Pat Lestrange (1 épisode)
- 1969 : Slim John : Slim John (26 épisodes)
- 1971-1975 : Maîtres et Valets : James Bellamy (37 épisodes)
- 1979-1981 : Agony : Laurence Lucas (20 épisodes)
- 1981 : Kinvig : Buddo (5 épisodes)
- 1984 : Histoires singulières : Bob Appleyard (1 épisode)
- 1985-1988 : Don't Wait Up : Dr Charles Cartwright (15 épisodes)
- 1986 : First Among Equals : Alexander Dalglish (5 épisodes)
- 1988 : Doctor Who : Gilmore (4 épisodes)
- 1989 : Alfred Hitchcock présente : Arthur Hollister (1 épisode)
- 1991 : Bergerac : Rupert Draper (1 épisode)
- 1992 : The Mixer : Sir Anthony Rose
- 1993 : Les Souvenirs de Sherlock Holmes : Lord Robert St. Simon (1 épisode)
- 1993-1996 : Kung Fu, la légende continue : Alan Carstairs (2 épisodes)
- 1994 : Law and Disorder : Gerald Triggs (6 épisodes)
- 1997 : Pilgrim's Rest : Malcolm (1 épisode)
- 1999 : Inspecteurs associés : Sir Thomas Partridge (1 épisode)
- 1999 : Pig Heart Boy : Professeur Rae (4 épisodes)
- 2000 : The Scarlet Pimpernel (en) : Henry Cavendish (1 épisode)
- 2000-2003 : Holby City : Sir Charles Merrick (6 épisodes)
- 2001 : Sword of Honour : Major Sprat
- 2002 : The Gathering Storm : Terence Philip
- 2003 : Les Condamnées : Oliver Lilley (1 épisode)
- 2004 : Meurtres à l'anglaise : Jeremy Britton (1 épisode)
- 2004 : Heartbeat (en) : Colonel Maltravers (1 épisode)
- 2006 : Doctors : Graham Griffiths (2 épisodes)
- 2006 : The Bill : Mark Holloway (1 épisode)
- 2007 : Blue Murder : Dr Donald Halliwell (1 épisode)
- 2008 : Raison et Sentiments : Henry Dashwood (1 épisode)
- 2008 : Inspecteur Barnaby : Guy Sandys (1 épisode)
- 2008 : MI-5 : Francis Denham (1 épisode)
- 2009 : Casualty : Professeur De Silva (1 épisode)
- 2009 : Kingdom : Dr Scott Brown (1 épisode)
- 2010 : Merlin : Lord Godwyn (1 épisode)
- 2011 : Les Enquêtes de Murdoch : James Heward (1 épisode)
- 2012 : Enquêtes codées : Cavendish (2 épisodes)
- 2016 : Galavant : Oncle Keith (1 épisode)
- 2017 : EastEnders : le directeur de Weyland & Co (3 épisodes)